# Comitatul Rock, Wisconsin
Comitatul Rock este unul din cele 72 de comitate din statul Wisconsin din Statele Unite ale Americii. Sediul acestuia este Janesville. Conform recensământului din anul 2000, populația sa a fost 152.307 de locuitori.

## Geografie

### Comitate adiacente
- Comitatul Green - vest
- Comitatul Dane - nord
- Comitatul Jefferson - nord-est
- Comitatul Walworth - est
- Comitatul Boone, Illinois - sud
- Comitatul Winnebago, Illinois - sud

### Drumuri majore
- Interstate 90
- Interstate 39
- Interstate 43
- U.S. Highway 14
- U.S. Highway 51
- U.S. Highway 12
- Highway 11 (Wisconsin)
- Highway 26 (Wisconsin)
- Highway 59 (Wisconsin)
- Highway 67 (Wisconsin)
- Highway 81 (Wisconsin)
- Highway 89 (Wisconsin)
- Highway 104 (Wisconsin)
- Highway 140 (Wisconsin)
- Highway 213 (Wisconsin)

## Demografie
|  | Graficele sunt indisponibile din cauza unor probleme tehnice. Mai multe informații se găsesc la Phabricator și la wiki-ul MediaWiki. |

Date: Wikidata - grafică realizată de Wikipedia